# Cap magnetic

Comparaţie între un cap de înregistrare-redare de magnetofon și unul de casetofon

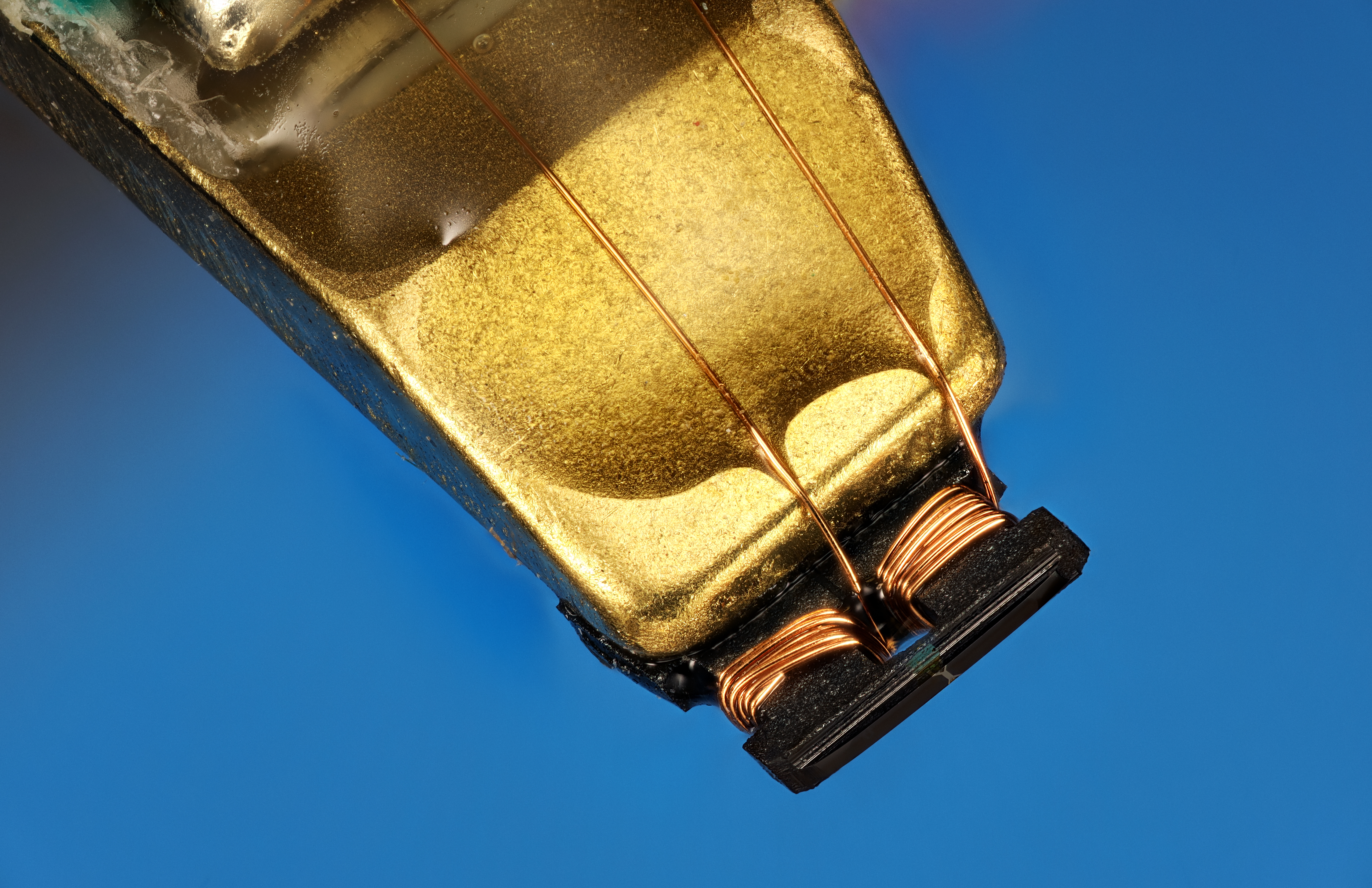
Detaliu cap video rotativ pentru un recorder SONY UVW-1400P Betacam SP

Un cap magnetic este un transductor electromagnetic folosit în aparate cu bandă magnetică, care transformă semnale electrice în fluctuații corespunzătoare de flux magnetic și invers. Sunt folosite pentru stocări (și recuperări/citiri) audio și video pe bandă magnetică. Un aparat audio (magnetofon) are 3 capete magnetice:
1. - cap de scriere /(înregistrare);
2. - cap de citire / (redare);
3. - cap de ștergere a înregistrării.

Porțiunea ce intră in contact cu banda magnetică este șlefuită pentru a permite o deplasare a benzii magnetice fără distrugerea acesteia.